# Паршев, Андрей Петрович
Андре́й Петро́вич Па́ршев (род. 16 февраля 1955, Москва) — российский публицист, автор известных в России книг «Почему Россия не Америка» (1999) и «Почему Америка наступает».
Полковник Федеральной пограничной службы. Эксперт Московского экономического форума, в качестве эксперта регулярно участвует в политических ток-шоу на крупнейших телеканалах российского телевидения.

## Биография
Родился в семье военнослужащего.
В 1978 году окончил МВТУ им. Н. Э. Баумана по специальности «Автоматические системы управления».
После окончания вуза работал в области создания специальной техники.
С 1992 года на преподавательской работе в Пограничной академии ФСБ России. Занимается научной работой, исследуя историю экономической политики российского государства. Работал преподавателем в НИ «Высшая школа управления».
Баллотировался в Государственную думу по Университетскому избирательному округу № 201 на выборах в декабре 2003 года. Проиграл, набрав 8438 голосов избирателей и в итоге став пятым по количеству набранных голосов. Член Генерального совета Всероссийской политической партии «Партия Дела».
На февраль 2008 года работал редактором отдела техники в журнале Foto&Video.
Награждён медалями СССР и РФ.
Женат, двое детей.

## Идеи
Первый, кто приписал премьер-министру Великобритании Маргарет Тэтчер, что экономически целесообразное население России — 15 млн человек. Он утверждает, что в конце 80-х услышал аудиозапись некоего её выступления. Но, по его собственным словам, смысл заявления был заметно иной: «В СССР экономически оправдано проживание 15 млн человек». С равным успехом речь могла идти об отсталости советской экономики, которая не в состоянии достойно обеспечить почти 300-миллионное население страны. Кроме того, ни источник появления этой записи, которую никто больше не слышал, ни её контекст не известны. Эти слова не удалось обнаружить в архивах британского Фонда Маргарет Тэтчер, который насчитывает около 8 тыс. интервью и публичных выступлений политика. Ни одно издание, которое освещало мероприятие, также не упоминает ничего близкого по смыслу. Кроме того, на конференции присутствовала российская делегация, для которой подобные утверждения главы британского правительства не могли бы остаться незамеченными.
В 1996 году написал статью «Горькая теорема», в которой высказал тезисы о неконкурентоспособности российской экономики — прежде всего обрабатывающей промышленности и сельского хозяйства — на мировом рынке в силу особенностей российской географии (огромные территории) и климата (низкая среднегодовая температура). В 1999 году, развив эту идею, выпустил книгу «Почему Россия не Америка». Ранее подобные мысли высказывались в малоизвестных массовому читателю дореволюционных и эмигрантских статьях и книгах, часть из которых была переиздана в новейшее время малым тиражом (работы И. Л. Солоневича и Б. Башилова (М. А. Поморцева) о «географической обездоленности России»), книге Л. В. Милова «Великорусский пахарь и особенности российского исторического процесса»), а также в некоторых статьях С. Г. Кара-Мурзы, Л. Г. Малиновского, А. И. Орлова и др. По мнению Паршева, в отсталости России виноваты не большевики, не цари и не младореформаторы, а природа и география. Россия просто не может конкурировать на мировом рынке с тёплыми Европой, США, Китаем, Бразилией, Японией. Но внутри самой себя вполне может построить успешное и развитое общество — если не будет интегрироваться в мировой рынок, а существенно ограничит торговые связи и запретит вывоз капитала. Таким образом, Паршев выступает за частичную автаркию.
В 2002 году А. П. Паршев издал книгу «Почему Америка наступает», в которой изложил мотивы поведения на мировой арене ведущих держав как борьбу за рынки, ресурсы и особенно энергоносители. Также А. Паршев выступил в защиту Л. П. Берии, оценив деятельность последнего исключительно в позитивном ключе, как видного государственного деятеля и хозяйственника. Эта точка зрения была популяризована Ю. И. Мухиным в книге «Убийство Сталина и Берия» и переработанном издании «Убийцы Сталина» (первая книга включала прямые цитаты из Паршева, во второй текст изменён). Работы Паршева вызвали большой резонанс в российском обществе и широко обсуждаются. Они получили как поддержку, так и критику со стороны учёных и публицистов.
Выступал против ускоренного вступления России во Всемирную торговую организацию.
В 2007 году вместе с Виктором Степаковым выпустил книгу «Когда началась и когда закончилась Вторая мировая», в которой исследовал борьбу различных повстанческих движений (как коллаборационистов, так и поддерживавших антигитлеровскую коалицию) в последние годы Второй мировой войны и первые годы после неё. По мнению Паршева, точные хронологические рамки Второй мировой войны до сих пор остаются предметом для споров историков разных стран (в Европе война началась 1 сентября 1939 года; в Азии же японо-китайская война, которая шла с 7 июля 1937 года, считается многими историками неотъемлемой частью Второй мировой войны; СССР же вступил во Вторую мировую 22 июня 1941 года). Паршев предложил в книге считать за точку отсчёта 23 октября 1936 года, дату начала гражданской войны в Испании как момент первого применения странами Антикоминтерновского пакта вооружённых сил в конфликте; дата же окончания войны неясна, поскольку разные повстанческие движения прекращали войну в разные годы. Можно отметить, что точку зрения о том, что путь к Второй мировой войне проложила война в Испании, поддерживает также проф. Пол Престон.
Заявлял, что теория глобального потепления ненаучна, а воздействие человека на глобальные колебания климата ничтожно и неуловимо. Данная точка зрения противоречит научному консенсусу узкопрофильных специалистов в области климатологии.

## Сочинения

### Книги
- «Почему Россия не Америка», 1999
- «Почему Америка наступает», 2002
- «Когда началась и когда закончилась Вторая мировая», 2007 (в соавторстве с В. Степаковым)
- «Как России обогнать Америку», 2013
- «Почему Россия не стала Европой», 2016 (в соавторстве с Л. В. Миловым)
- Гончаров С. В., Кузнецов А. В., Омельченко А. Л., Паршев А. П. «Автоматизация в войсках и органах ПС России»; 2001
- Также А. Паршев является соавтором сборника «Предчувствие новой „холодной войны“» (М., Яуза-Пресс, 2007).

### Статьи
- Аналогия не доказательство (О Гражданской войне в США) // Газета «Дуэль» 21.07.1998
- Л. П. Берия // Газета «Дуэль» 30.03.1999
- Паршев А. Горькая теорема // Журнал «Москва», Март 2000 г. / Ранняя версия этой статьи в газете «Дуэль», 1996 г.
- Паршев А. П. Почему Америка прет напролом? // Комсомольская правда
- Паршев А. П. Что будет с Россией и миром, когда закончится нефть// Комсомольская правда
- Паршев А. П. Наша экономическая система все больше доказывает свою неэффективность
- Паршев А. П. Мне не кажется, что установившемуся в Белоруссии режиму грозит что-то серьёзное (недоступная ссылка)
- Паршев А. П. Как в России собирают «Хаммеры» и что её ждёт в будущем
- Предисловие к книге В. А. Поздышева «Протоколы Киотских мудрецов» о глобальном потеплении. М.: Алгоритм, 2011.